# Barycheloides chiropterus
Barycheloides chiropterus – gatunek pająków z infrarzędu ptaszników i rodziny Barychelidae. Występuje endemicznie na Nowej Kaledonii. Zasiedla lasy deszczowe.

## Taksonomia
Gatunek ten opisany został po raz pierwszy w 1994 roku przez Roberta Ravena. Jako lokalizację typową wskazano Col des Rousettes w Prowincji Północnej Nowej Kaledonii. Epitet gatunkowy pochodzi od rzędu nietoperzy (Chiroptera) i nawiązuje do nazwy miejsca typowego, jako że le rousettes stanowi francuską nazwę zwyczajową występujących w tej okolicy rudawkowatych.

## Morfologia
Samice osiągają 28 mm długości ciała i 10,4 mm długości karapaksu. Karapaks jest w zarysie prawie jajowaty, ubarwiony pomarańczowobrązowo z ciemniejszą częścią głowową, porośnięty brązowymi włoskami i czarnymi szczecinkami. Jamki karapaksu są szerokie i zakrzywione. Szczękoczułki rudobrązowe, porośnięte czarnymi szczecinkami. Bruzda szczękoczułka u samicy ma 6 dużych i 4 małe zęby na krawędzi przedniej oraz od 10 do 12 małych ząbków w części środkowo-nasadowej, przechodzących w środkowy szereg 12 zębów. Rastellum wykształcone jest w formie masywnego, stożkowatego guzka uzbrojonego w krótkie i tępe kolce. Szczęki zaopatrzone są w 3 tępe kuspule. Odnóża są pomarańczowobrązowe, pozbawione obrączkowania. Samica nie ma cierni bazyfemoralnych, natomiast na udach i rzepkach dwóch ostatnich jej par odnóży znajdują się silne kolce cierniowate. Pazurki pierwszej pary odnóży mają po trzy małe ząbki, ostatniej zaś są bezzębne. Opistosoma (odwłok) jest z wierzchu brązowa z białym nakrapianiem i szerokimi, białymi szewronami, od spodu zaś jasna z wąskimi liniami pośrodku i kilkoma brązowymi znakami przy kądziołkach. Genitalia samicy mają dwie spermateki, każda o formie kopulastego guzka, z którego przednio-bocznej części powierzchni grzbietowej wyrasta mały płat o powiększonym wierzchołku.

## Ekologia i występowanie
Pająk ten występuje endemicznie na górze Col des Rousettes w południowej części Prowincji Północnej, w środkowej części Nowej Kaledonii. Zasiedla tam lasy deszczowe. Stwierdzany był na wysokości 490 m n.p.m.
Ptasznik ten buduje rurkowatą norkę o lekko falistym przebiegu, pozbawioną odgałęzień. U wejścia do norki znajduje się kołnierzowaty oprzęd liściowatego kształtu. Wlot do norki przykryty jest wieczkiem o pergaminowej strukturze.